# Marco Island
Pour les articles homonymes, voir Marco.
Marco Island est une ville du comté de Collier, dans l’État de Floride, aux États-Unis. Elle est située sur une île du golfe du Mexique.
La ville est notamment connue pour le tournoi de tennis qui s’y déroule.

## Démographie
| 1980  | 1990  | 2000   | 2010   | - | - |
| ----- | ----- | ------ | ------ | - | - |
| 4 694 | 9 493 | 14 879 | 16 413 | - | - |

Lors du recensement de 2010, elle comptait 16 413 habitants. La population hivernale monte à 40 000 habitants saisonniers.

## Source
- (en) Cet article est partiellement ou en totalité issu de l’article de Wikipédia en anglais intitulé « Marco Island, Florida » (voir la liste des auteurs).